# Jacques Dutronc (1972)
Albums de Jacques Dutronc
Jacques Dutronc
(1971) Jacques Dutronc
(1975)
Jacques Dutronc (1972) est le sixième album studio de Jacques Dutronc sorti en 1972. Son titre-phare est Le Petit Jardin, une chanson qui dénonce l'envahissement du béton aux dépens des espaces verts. Jacques Lanzmann y dévoile ses préoccupations écologistes, qui seront également le thème de la chanson La France défigurée, un an plus tard.
Sur ce disque, dont la pochette nous présente un Dutronc moustachu en timbre, Serge Gainsbourg est pour la première fois présent avec Elle est si. Autre présence à signaler, celle du dessinateur Fred, qui avait déjà fait les paroles de Le fond de l'air est frais et de L'âne est au four et le bœuf est cuit et qui donne un troisième titre à Jacques pour cet album, L'Éléphant aveugle.

## Liste des chansons
| No  | Titre                      | Durée |
| --- | -------------------------- | ----- |
| 1.  | Le petit jardin            | 03:51 |
| 2.  | Vie privée, domaine public | 05:17 |
| 3.  | L'Éléphant aveugle         | 03:01 |
| 4.  | Ne pas t'oublier           | 02:35 |
| 5.  | Ksst ksst                  | 02:50 |
| 6.  | Elle est si...             | 02:57 |
| 7.  | L'Âge d'or                 | 03:25 |
| 8.  | L'Homme de paille          | 02:19 |
| 9.  | Le Combat                  | 02:45 |
| 10. | Adieu ma vie               | 03:21 |
| 11. | Tic tic                    | 02:07 |